# Roman Jońca
Roman Jońca (ur. 27 lutego 1979 w Jaworznie) – pianista, kompozytor, aranżer. 

## Życiorys
Licencjat w klasie fortepianu Akademii Muzycznej w Katowicach – Wydział Jazzu i Muzyki Rozrywkowej. Autor muzyki teatralnej oraz filmowej. Realizator nagrań, producent muzyczny. Od lat współpracuje z wieloma czołowymi artystami polskiej sceny muzycznej (Basia Janyga, Robert Luty, Piotr Żaczek, Damian Kurasz, Marcin Mały Górny, Grzegorz Jabłoński, Kuba Badach, Piotr Bzowski, Paweł Orkisz, Krystyna Prońko, Wojciech Pilichowski, Ola Chodak, (Brathanki), Krzysztof Ścierański, Ewa Uryga, Natalia Niemen, De Press, Jerzy Główczewski). Od 2003 do 2015 roku jeden z siedmiu członków zespołu muzycznego Universe, 2006-2010 realizator i producent w MASTERTON STUDIO, Od 2007 roku pomysłodawca i założyciel Jaworznickiej Szkoły Muzyki Rozrywkowej, która w 2009 przekształciła się w spółkę pod nazwą Centrum Edukacyjno-Artystycznego Fabryka Talentów w Jaworznie. Od 2015 związany z Akademią Realizacji Dźwięku jako wykładowca.
Współorganizator i pomysłodawca Ogólnopolskich Warsztatów Muzycznych PoluZONE z zespołem POLUZJANCI. Od 2016 Kierownik Referatu Kultury i Sportu w Jaworznie.